# Myitkyina
Myitkyina (in birmano မြစ်ကြီးနားမြို့; MLCTS: mrac kri: na: mrui.) è una città della Birmania (o Myanmar), capoluogo dello stato Kachin.

## Geografia
Myitkyina è situata nella parte settentrionale del paese a 571 chilometri da Yangon (o Rangoon). La città si trova a un'altezza di 144 m s.l.m. sulla riva occidentale del fiume Irrawaddy, a circa 40 km a sud della confluenza dei fiumi Mali e Nmai, due dei principali corsi d'acqua che danno origine all'Irrawaddy.

## Storia
Myitkina è da secoli un importante crocevia nel commercio tra la Cina e il Myanmar. Ha acquisito ancora maggiore importanza col completamento, nel 1898, della linea ferroviaria Yangon-Mandalay-Myitkyina.
Durante la seconda guerra mondiale la sua posizione sulla Strada di Ledo rese il territorio di Myitkina una zona strategica per i rifornimenti alla Cina, conquistata dall'Impero giapponese nel 1944 ne ripresero il controllo gli Alleati, nella lotta fra le fazioni la città venne rasa al suolo.
In tempi più recenti la cittadina è spesso coinvolta nel conflitto tra la Kachin Independence Army e l'esercito birmano. 

### Clima
La città secondo la classificazione dei climi di Köppen ha un clima subtropicale umido.

## Monumenti e luoghi di interesse
Veterani giapponesi della seconda guerra mondiale finanziarono la ricostruzione della Pagoda Hsu Taung Pye nel complesso si trova uno stupa e una grande statua di Buddha reclinato.

## Infrastrutture e trasporti
L'Aeroporto di Myitkyina (Codice IATA MYT, Codice ICAO VYMK) è il più importante della città.

## Società

### Popolazione
La città ha una popolazione di circa 306 000 abitanti nell'area urbana. Gran parte della popolazione è divisa fra Bamar, Shan e Kachin, ma anche Cinesi e Indiani. Sono cristiani e buddisti con minoranze indù e musulmane.

### Sanità
A Myitkyina esistono due ospedali principali:
- Ospedale generale di Myitkyina
- Ospedale narcotico di Myitkyina

## Cultura

### Istruzione
Myitkyina è conosciuta in tutto il paese per le sue università ed il suo collegio. Sono anche presenti corsi di Inglese, sebbene siano per la maggior parte privati.
A Myitkyina esistono tre principali università:
- Università tecnologica di Myitkyina
- Università di informatica di Myitkyina
- Università di Myitkyina